# Carex nevadensis
Carex nevadensis là một loài thực vật có hoa trong họ Cói. Loài này được Boiss. & Reut. mô tả khoa học đầu tiên năm 1852.